# Esti pávaszem
Az esti pávaszem (Smerinthus ocellatus) a szenderfélék családjába tartozó, Eurázsiában és Észak-Afrikában honos éjjeli lepkefaj. 

## Megjelenése
Az esti pávaszem szárnyfesztávolsága 5,5-8,5 cm. Feje kicsi; tora széles, közepén bársonyos sötétbarna, kétoldalt lilásbarna. Potroha világosabb vagy sötétebb lilásbarna, közepén  halványbarna vonal húzódik, oldalt gyűrűzött. Az elülső szárny megnyúlt, végén kiszélesedő, csúcsa sarló alakban begörbül. Alapszíne lilásbarna, sötétebb barna márványos rajzolattal. A hátulsó szárny töve és közepe piros vagy rózsaszínes, szegélye világos barna. Közepén nagy, feltűnő, feketével keretezett kék szemfolt látható. A szárnyak fonákja barna, lilásbarna harántsávokkal; az elülső szárny töve és közepe pirosas-rózsaszínes. A szárnyak rojtja sötétbarna. Pödörnyelvük nincsen, nem táplálkoznak.
Változékonysága nem számottevő.
Petéje zöld, fényes, tojásdad.
Hernyója élénkzöld vagy kékeszöld, apró fehér pontokkal sűrűn telehintve. Oldalait hét ferde, fehér vagy krémszínű sáv díszíti és néha barna vagy vörösbarna foltok is vannak rajtuk. Hátoldalán két párhuzamos fehér sáv fut. A szintén zöld ej oldalain fehér pontok és két sárga vonal látható. Testvégi szarva kék, hegye zöldbe megy át. A kifejlett hernyó 6-8 cm hosszú.

### Hasonló fajok
Magyarországon nem él hasonló faj. Hernyója a nyárfaszenderére emlékeztet.

## Elterjedése
Északnyugat-Afrikától Európán keresztül egészen Közép-Ázsiáig, az Altaj hegységig megtalálható. Magyarországon mindenütt előfordulhat. 

## Életmódja
Üde ligetek, láprétek, árterek lepkéje, ahol tápnövényei gyakoriak. 
Éghajlattól függően évente egy vagy két, ritkán három nemzedéke repül. Magyarország északi felén (Északi-középhegység, Észak-Dunántól) egy, a délin (Alföld, Dél-Dunántúl) két nemzedéke fejlődik ki április-júniusban, illetve július-szeptemberben. Nappal a fák, bokrok lombjai között pihen, szárnyai rejtőszíne miatt ilyenkor elszáradt levélre hasonlít. Ha megzavarják megmutatja hátsó szárnyainak feltűnő "szemeit", köztük a csőrszerű potrohhal és a ragadozó madárra emlékeztető mimikri általában elriasztja a támadót. Szükség esetén elülső szárnyai mozgatásával "pislog" is a madár. Alkonyatkor és éjjel aktív. Az imágók nem táplálkoznak, 5-14 napig élnek, ezalatt potrohuk zsírtartalékait élik fel. A nőstények csak keveset mozognak, elrejtőznek és feromonokkal vonzzák magukhoz a többet röpködő hímeket, akiket a fény is vonz. A párosodáskor éjjel kerül sor, de egész nap, a következő alkonyatig úgy maradnak, hogy a hím lelóg a nőstényről. A nőstény estétől éjfélig, egyesével vagy kisebb csomókban helyezi petéit a hernyó tápnövényének leveleire. A hernyó főleg fűz- és nyárfajok, ezenkívül nyír-, alma-, körtefajok, zelnicemeggy, labdarózsa leveleivel táplálkozik. A talaj felszínén vagy a talajban, néha a fatörzsek mélyedéseiben bábozódik be. Báb formában telel át.
Magyarországon nem védett.

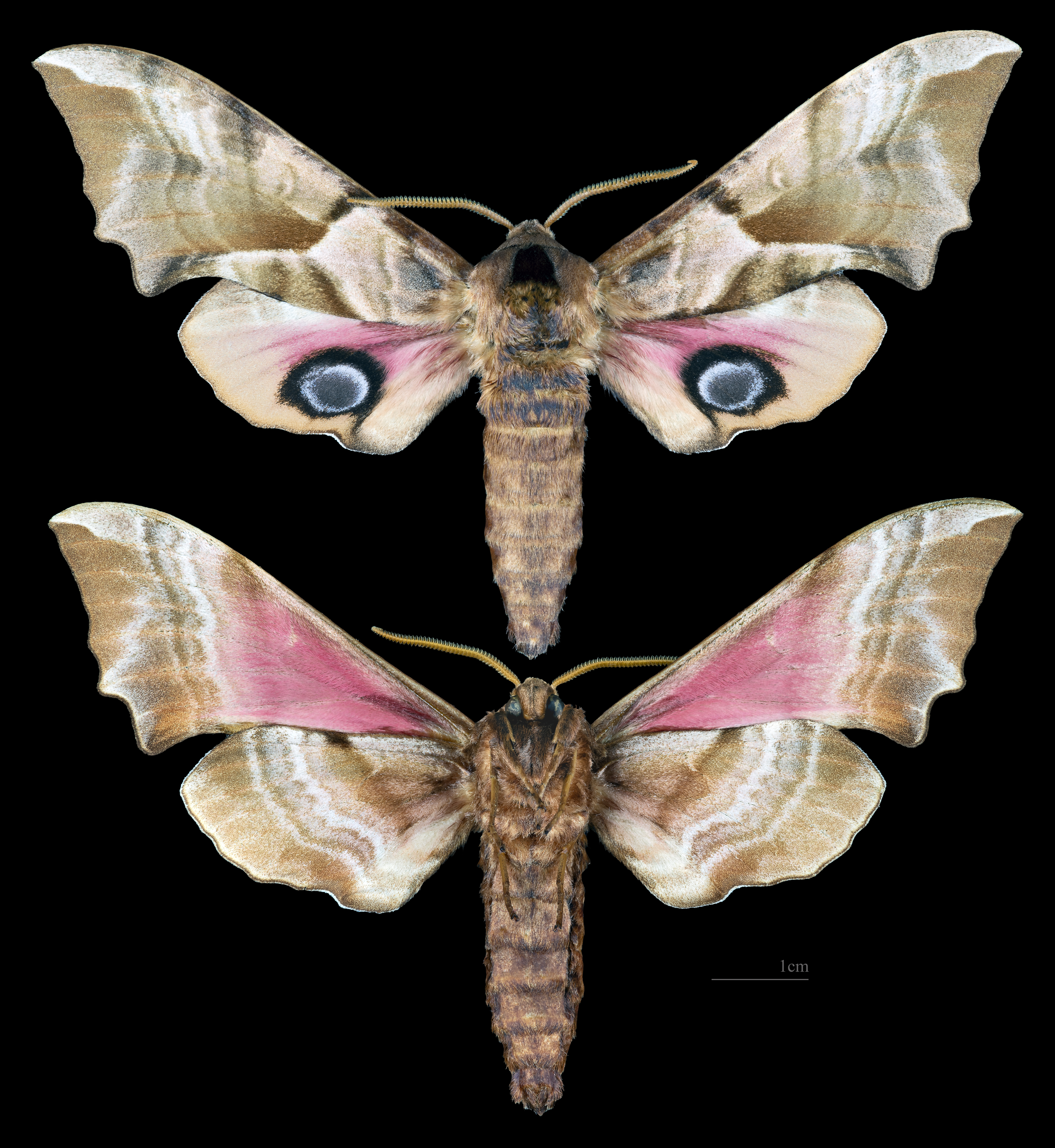
Hím
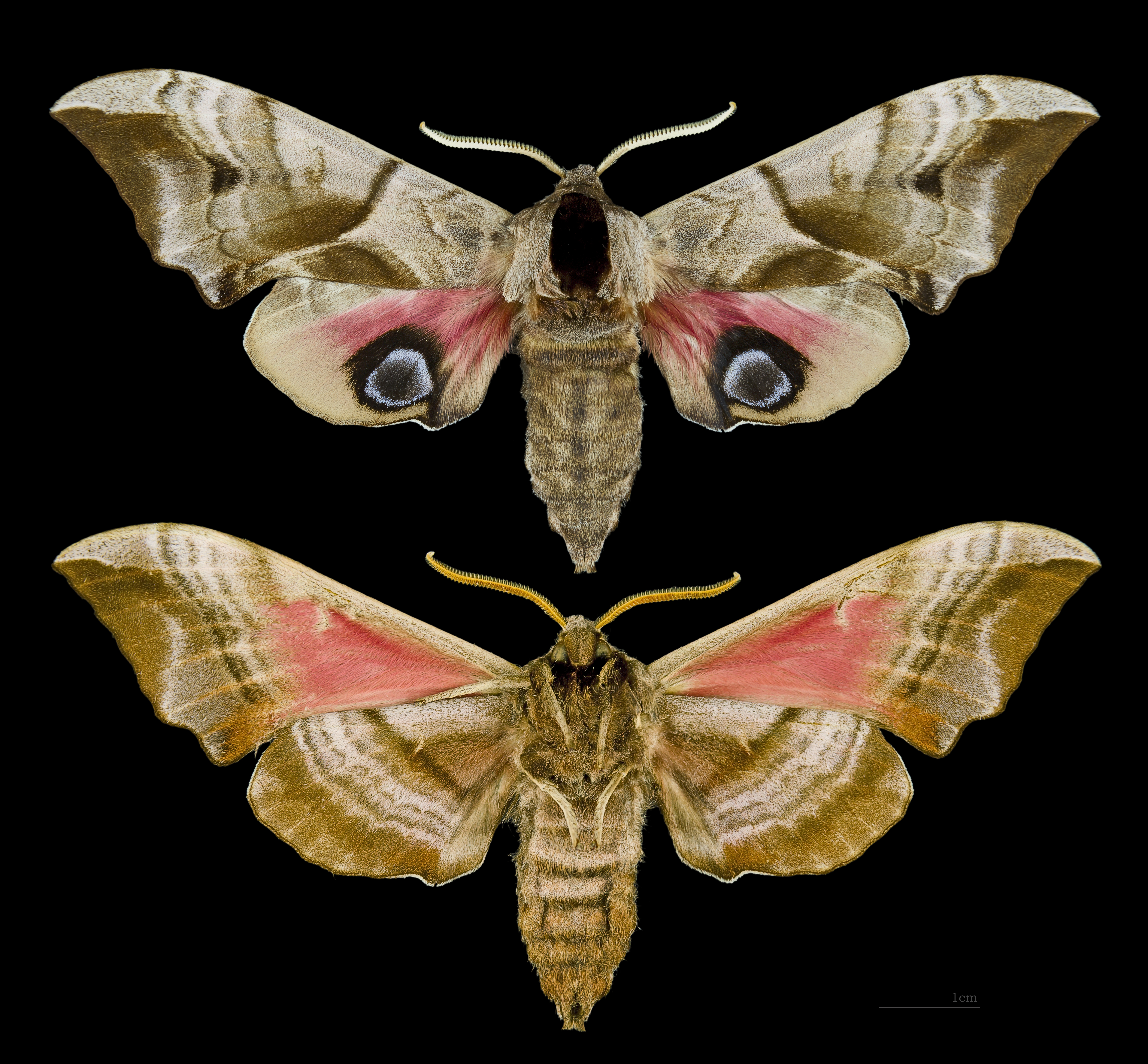
Nőstény
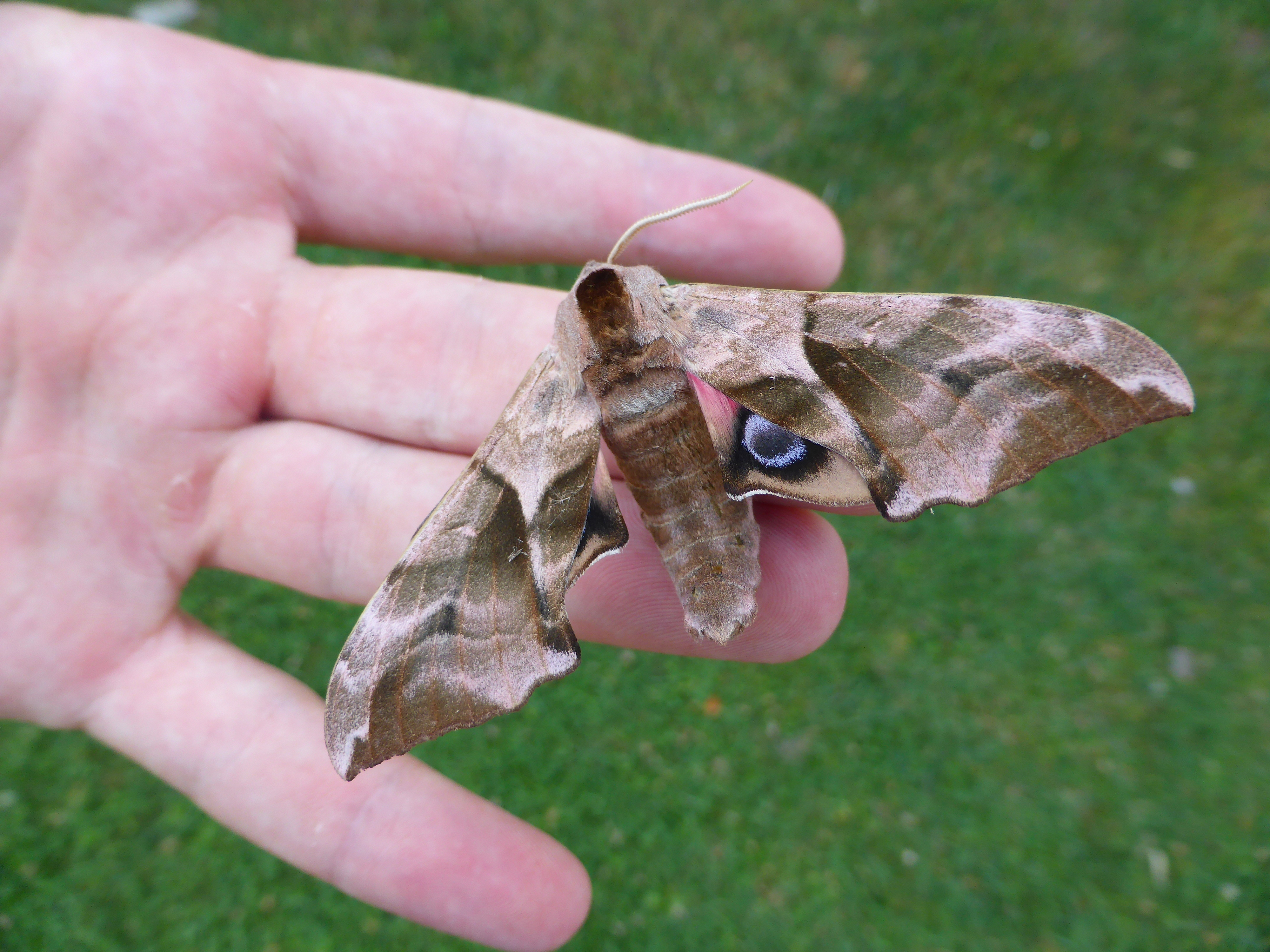
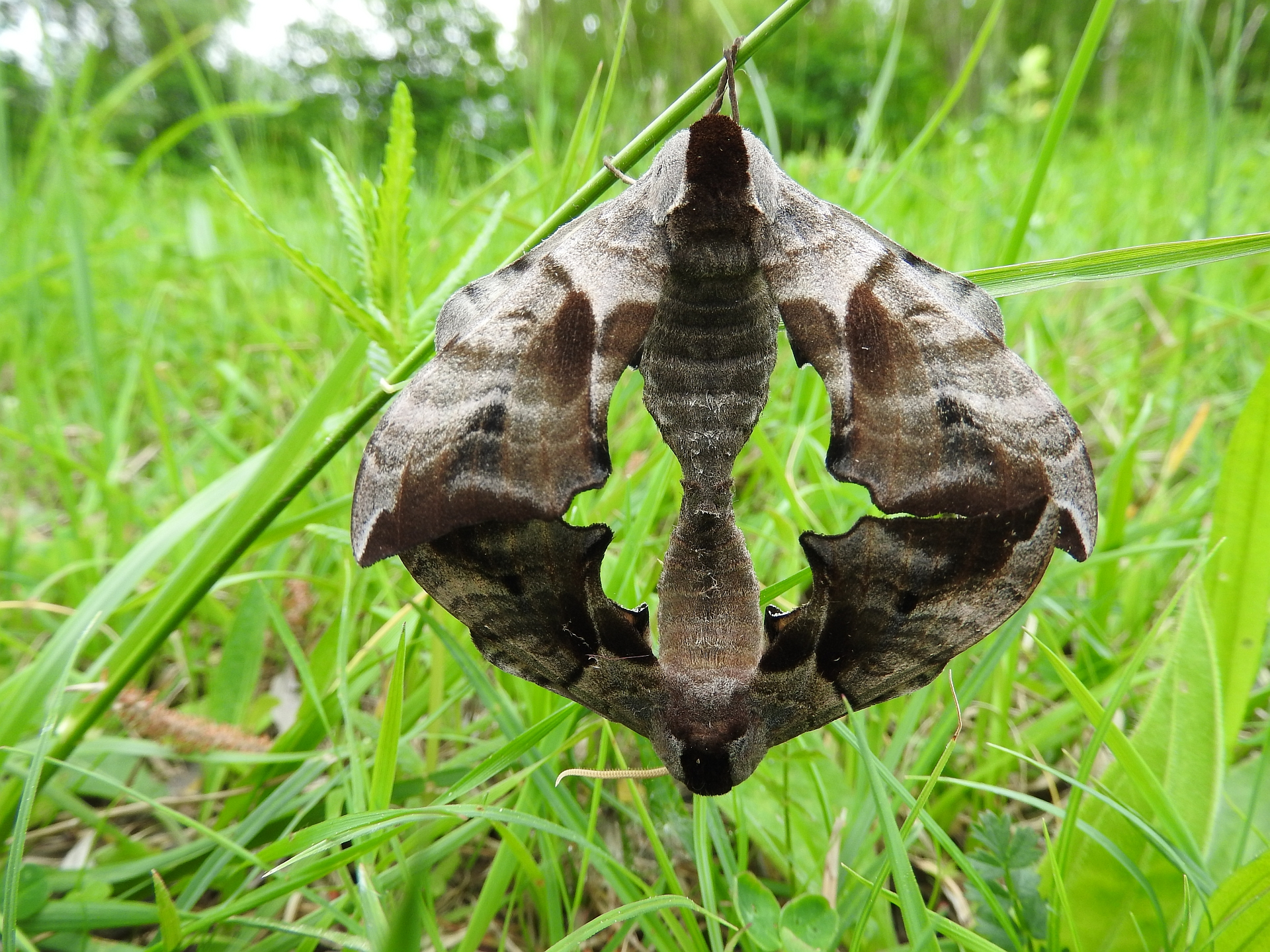
Párosodó pávaszemek
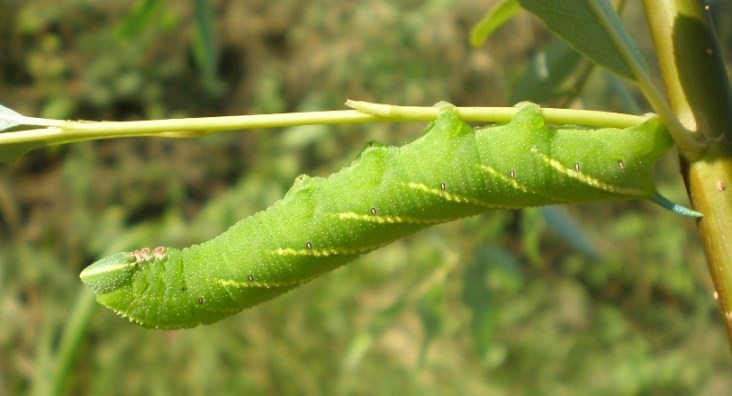
Hernyója